# Spišské Podhradie
Spišské Podhradie (mađ. Szepesváralja, njem. Kirchdorf) je grad u Prešovskom kraju u istočnoj Slovačkoj koji upravno pripada okrugu Levoča.
Spišské Podhradie se nalazi u podnožju Spiškog dvorca koji se spominje još 1174. godine kao naselje Zipser Nijemaca s vlastitom crkvom i svećenikom. Svećenićko naselje Spišská Kapitula (njem. Kirchdorf = crkveni grad) se nalazi na brdu s druge strane grada, a s drge strane dvorca Spišské Podhradie je spojeno sa starim selom Žehra. Pored ovih spomenika koji su upisani na UNESCO-ov popis mjesta svjetske baštine u Europi, Spišské Podhradie ima nekoliko renesansnih trgovačkih kuća i jedinu preživjelu sinagogu u regiji.

## Povijest
Naselje se prvi puta spominje 1249. godine u povelji Bele IV., a 1412. godine Žigmund Luksemburški mu daje gradska prava, te pravo tržnice 1456. godine. U gradu je 1245. izgrađena katedrala sv. Martina, da bi od 1662. – 1665. dobila i biskupski dvor i zidine, a 1776. postala je biskupijom Spiš (mađ. Szepes, njem. Zips, polj. Spisz, la. Scepusium).
Grad je bio izarito poznat po svojim cehovskim udruženjima obrtnika koji su podizali znamenite cehovske zgrade.
U 19. stoljeću stanovnici su većinim Nijemci i Židovi, a grad počiva na proizvodnji opeke, kamenolomu vapnenca travertina i pilanama, te je od 1894. povezan željeznicom.
Njenu crkvenu četvrt, Spišská Kapitula, posjetio je papa Ivan Pavao II. 1995. godine.

## Znamenitosti
Spiški dvorac zajedno s Crkvom Svetog Duha u Žehri i crkvenim središtem Spišská Kapitula, uvršten je na UNESCO-ovu listu svjetsku kulturne baštine 1993. godine. God. 2009. ovim spomenicima priključen je i slavni oltar Majstora Paula od Levoča i povijesno središte Levoča s mnogim romaničkim građevinama.

### Spiški dvorac (Spišský Hrad)
Izgrađen u 12. stoljeću, jedan od najvećih dvoraca u srednjoj Europi, bio je političko, upravno, ekonomsko i kulturno središte pokrajine Szepes. Sve do 1464. pripadao je mađarskim kraljevima, a do 1528. pripada obitelji Zapolja, te od 1531. do 1635. mađarskoj plemićkoj obitelji Thurzo, te od 1638. – 1945. godine obitelji Csáky koji su ga morali predati Čehoslovačkoj.
Izvorno je bio romanički dvorac na dva kata okružen masivnim zidinama koji je u drugoj polovici 13. stoljeća dobio romaničko-gotičku baziliku. Tijekom 14. stoljeća naselje izvan zidina je uklopljeno u dvorac čime mu je udvostručena veličina, a potpuno je obnovljen u 15. stoljeću. Zidine dvorca su povišene a uz vanjske zidine je niknulo i novo naselje. Kasnogotička kapela je dodana oko 1470. godine, a za vrijeme vladavine Zapolja gornji dvor je pretvoren u udobnu obiteljsku rezidenciju u duhu renesanse 16. stoljeća.
God. 1780. dvorac je zapaljen i od tada je ruina, a u drugoj polovici 20. stoljeća je dijelom obnovljen i otvoren za javnost, a dijelom se obavljaju arheološka iskapanja.
Dvorac je samo 2006. godine privukao više od 170 000 posjetitelja.

### Spišská Kapitula
Staro srednjovjekovno crkveno središte u blizini dvorca, između kojih je grad Spišské Podhradie, je divno očuvan primjer crkvene arhitekture. Sastoji se od Crkve sv. Martina, bivšeg samostana, sjemeništa i samo jedne ulice s 30-ak kuća, sve zatvoreno zidinama od 1662. – 1665. godine s Gornjim i Donjim gradskim vratima.
Katedrala je izgrađena od 1245. do 1273. u romaničkom stilu s gotičkim odlikama. Ona je jedna od najvećih i najzanimljivijih srednjovjekovnih građevina u Slovačkoj. Posjeduje više kamenih oltara i mauzolej je mnogih gospodara Dvorca Spiš. Njene slike iz 1317. godine prikazuju krunidbu hrvatsko-ugarskog kralja Karla Anžuvinca.
- Spiški dvorac iz zraka
- Kapela sv. Elizabete u Spiškom dvorcu
- Spišská Kapitula
- Katedrala sv. Martina
- Ulica s pogledom na dvorac
- Glavni trg

## Stanovništvo
| Godina:     | 1993. | 2003.   | 2013.   | 2023.   |
| ----------- | ----- | ------- | ------- | ------- |
| Broj ljudi: | 3647  | 3855    | 4086    | 3754    |
| Razlika:    |       | +5,70 % | +5,99 % | -8,12 % |

| Godina:     | 2022. | 2023.   |
| ----------- | ----- | ------- |
| Broj ljudi: | 3785  | 3754    |
| Razlika:    |       | -0,81 % |

Po popisu stanovništva iz 2006. godine grad je imao 3826 stanovnika.
- Slovaci 92,33 %
- Romi 6,83 %
- Česi 0,16 %
- Ukrajinci 0,05 %.

Prema vjeroispovijesti najviše je rimokatolika 89,23 %, ateista 4,66 %, grkokatolika 2,75 %, i luterena 0,87 %.

## Vanjske poveznice
- Službena stranica grada
- Službena stranica dvorca (sl.) (engl.)

### Ostali projekti
|  | Zajednički poslužitelj ima još gradiva o temi Spišské Podhradie |